# Benjamin Stokke
Benjamin Stokke (Oslo, 20 agosto 1990) è un calciatore norvegese, attaccante dell'Afturelding.

## Carriera
Stokke ha giocato nelle giovanili dell'Eik-Tønsberg. Ha avuto modo di debuttare in prima squadra con questa casacca, in 3. divisjon, per passare poi al Tønsberg. Nel 2011 è stato ingaggiato dal Sandefjord, potendo così esordire in 1. divisjon in data 17 aprile 2011, quando ha sostituito Panajotis Dimitriadis nella vittoria casalinga per 3-1 contro l'Alta. Il 29 maggio successivo ha trovato le prime reti in questa divisione, con una doppietta nella vittoria per 4-0 sul Randaberg.
L'anno seguente è stato ingaggiato dal Mjøndalen. Ha debuttato con questa maglia il 9 aprile 2012, sostituendo Aziz Idris nella vittoria per 0-1 sul campo dell'Alta. Il 16 maggio ha siglato la prima rete in campionato, nella sconfitta per 3-1 arrivata in casa del Sarpsborg 08.
Nel 2014 è stato tesserato dal Levanger, in 2. divisjon. Ha contribuito alla promozione arrivata al termine di quello stesso campionato. È rimasto in squadra per tre stagioni, totalizzando 90 presenze e 36 reti tra tutte le competizioni.
L'11 dicembre 2016 ha firmato ufficialmente un contratto biennale con il Kristiansund, società dell'Eliteserien: l'accordo sarebbe stato valido a partire dalla riapertura del calciomercato locale. Ha giocato la prima partita in squadra il 1º aprile 2017, schierato titolare nella sconfitta casalinga per 0-1 subita contro il Molde. Il 7 maggio successivo ha trovato il primo gol nella massima divisione locale, in occasione del pareggio per 1-1 arrivato sul campo del Tromsø.
Il 19 luglio 2018 ha siglato un accordo triennale con i danesi del Randers, militanti in Superligaen. Il 22 luglio ha giocato la prima partita in squadra, trovando anche una rete nel pareggio per 1-1 arrivato in casa dell'Horsens.
Il 23 giugno 2020 ha fatto ritorno in Norvegia, per giocare nel Vålerenga: ha firmato un accordo valido fino al 31 dicembre successivo.
Il 18 marzo 2021 è tornato al Mjøndalen, a cui si è legato con un accordo biennale.
Svincolato, il 6 febbraio 2023 ha firmato un contratto annuale con il Kristiansund BK.
Il 3 marzo 2024 è stato ufficializzato il suo approdo agli islandesi del Breiðablik. Terminata questa esperienza, ha fatto ritorno all'Eik-Tønsberg.
Il 30 aprile 2025 ha firmato per gli islandesi dell'Afturelding.

## Statistiche

### Presenze e reti nei club
Statistiche aggiornate al 30 aprile 2025.
| Stagione            | Club                | Campionato          | Campionato | Campionato | Coppe nazionali | Coppe nazionali | Coppe nazionali | Coppe continentali | Coppe continentali | Coppe continentali | Supercoppe | Supercoppe | Supercoppe | Totale | Totale |
| Stagione            | Club                | Comp                | Pres       | Reti       | Comp            | Pres            | Reti            | Comp               | Pres               | Reti               | Comp       | Pres       | Reti       | Pres   | Reti   |
| ------------------- | ------------------- | ------------------- | ---------- | ---------- | --------------- | --------------- | --------------- | ------------------ | ------------------ | ------------------ | ---------- | ---------- | ---------- | ------ | ------ |
| 2007                | Eik-Tønsberg        | 3D                  | ?          | ?          | CN              | ?               | ?               | -                  | -                  | -                  | -          | -          | -          | ?      | ?      |
| 2008                | Eik-Tønsberg        | 3D                  | ?          | ?          | CN              | ?               | ?               | -                  | -                  | -                  | -          | -          | -          | ?      | ?      |
| 2009                | Tønsberg            | 2D                  | ?          | ?          | CN              | ?               | ?               | -                  | -                  | -                  | -          | -          | -          | ?      | ?      |
| 2010                | Tønsberg            | 2D                  | ?          | ?          | CN              | ?               | ?               | -                  | -                  | -                  | -          | -          | -          | ?      | ?      |
| Totale Tonsberg     | Totale Tonsberg     | Totale Tonsberg     | ?          | ?          |                 | ?               | ?               |                    | -                  | -                  |            | -          | -          | ?      | ?      |
| 2011                | Sandefjord          | 1D                  | 17         | 5          | CN              | 2               | 1               | -                  | -                  | -                  | -          | -          | -          | 19     | 6      |
| 2012                | Mjøndalen           | 1D                  | 20+1       | 4+0        | CN              | 2+              | 0+              | -                  | -                  | -                  | -          | -          | -          | 23+    | 4+     |
| 2013                | Mjøndalen           | 1D                  | 20+1       | 2+0        | CN              | 2               | 3               | -                  | -                  | -                  | -          | -          | -          | 23     | 5      |
| 2014                | Levanger            | 2D                  | 26         | 7          | CN              | 2               | 1               | -                  | -                  | -                  | -          | -          | -          | 28     | 8      |
| 2015                | Levanger            | 1D                  | 28         | 9          | CN              | 2               | 3               | -                  | -                  | -                  | -          | -          | -          | 30     | 12     |
| 2016                | Levanger            | 1D                  | 30         | 14         | CN              | 2               | 2               | -                  | -                  | -                  | -          | -          | -          | 32     | 16     |
| Totale Levanger     | Totale Levanger     | Totale Levanger     | 84         | 30         |                 | 6               | 6               |                    | -                  | -                  |            | -          | -          | 90     | 36     |
| 2017                | Kristiansund        | ES                  | 30         | 10         | CN              | 5               | 2               | -                  | -                  | -                  | -          | -          | -          | 35     | 12     |
| gen.-lug. 2018      | Kristiansund        | ES                  | 12         | 1          | CN              | 3               | 4               | -                  | -                  | -                  | -          | -          | -          | 15     | 5      |
| 2018-2019           | Randers             | SL                  | 34         | 5          | CD              | 2               | 0               | -                  | -                  | -                  | -          | -          | -          | 36     | 5      |
| 2019-2020           | Randers             | SL                  | 4          | 0          | CD              | 0               | 0               | -                  | -                  | -                  | -          | -          | -          | 4      | 0      |
| Totale Randers      | Totale Randers      | Totale Randers      | 38         | 5          |                 | 2               | 0               |                    | -                  | -                  |            | -          | -          | 40     | 5      |
| giu.-dic. 2020      | Vålerenga           | ES                  | 15         | 3          | -               | -               | -               | -                  | -                  | -                  | -          | -          | -          | 15     | 3      |
| 2021                | Mjøndalen           | ES                  | 28         | 4          | CN              | 0               | 0               | -                  | -                  | -                  | -          | -          | -          | 28     | 4      |
| 2022                | Mjøndalen           | 1D                  | 30         | 5          | CN              | 2               | 0               | -                  | -                  | -                  | -          | -          | -          | 32     | 5      |
| Totale Mjøndalen    | Totale Mjøndalen    | Totale Mjøndalen    | 98+2       | 15+0       |                 | 6+              | 3+              |                    | -                  | -                  |            | -          | -          | 106+   | 18+    |
| 2023                | Kristiansund        | 1D                  | 30+4       | 16+1       | CN              | 2               | 0               | -                  | -                  | -                  | -          | -          | -          | 36     | 17     |
| Totale Kristiansund | Totale Kristiansund | Totale Kristiansund | 72+4       | 27+1       |                 | 10              | 6               |                    | -                  | -                  |            | -          | -          | 86     | 34     |
| 2024                | Breiðablik          | UD                  | 23         | 4          | CI              | 2               | 0               | UECL               | 3                  | 0                  | -          | -          | -          | 28     | 4      |
| mar.-apr. 2025      | Eik-Tønsberg        | 2D                  | 4          | 3          | CN              | 1               | 1               | -                  | -                  | -                  | -          | -          | -          | 5      | 4      |
| Totale Eik-Tonsberg | Totale Eik-Tonsberg | Totale Eik-Tonsberg | ?          | ?          |                 | ?               | ?               |                    | -                  | -                  |            | -          | -          | ?      | ?      |
| apr.-dic. 2025      | Afturelding         | UD                  | 0          | 0          | CI              | 0               | 0               | -                  | -                  | -                  | -          | -          | -          | 0      | 0      |
| Totale              | Totale              | Totale              | 351+6+     | 92+1+      |                 | 29+             | 17+             |                    | 3                  | 0                  |            | -          | -          | 389+   | 110+   |

## Palmarès

### Club

#### Competizioni nazionali
- Campionato islandese: 1

Breiðablik: 2024
- Coppa di Lega islandese: 1

Breiðablik: 2024

### Individuale
- Capocannoniere della 1. divisjon: 1

2023 (16 reti)